# Calochrysa
Calochrysa is een geslacht van insecten uit de familie van de gaasvliegen (Chrysopidae), die tot de orde netvleugeligen (Neuroptera) behoort.

## Soort
- C. extranea (Esben-Petersen, 1917)